# Lantana urticoides
Lantana urticoides, известен също като западноиндийска храстовидна, Тексаска лантана или calico храст, е вид лантана от семейство Върбинкови (Verbenaceae).

## Етимология
Името „лантана“ произлиза от латинското наименование на черна калина (Viburnum lantana), чиито цветя повърхностно наподобяват тези на лантаната.

## Описание
Lantana urticoides е многогодишен храст висок 90 – 150 см. Растението може да цъфти от пролетта до първата слана.

## Разпространение
Расте в Мексико и американските щати Тексас, Луизиана и Мисисипи, особено по крайбрежието на Персийския залив.